# A nagymama soha! (film)
A nagymama soha! (eredeti cím: Lost in Yonkers) 1993-as amerikai filmvígjáték, amelyet Martha Coolidge rendezett. Neil Simon 1991-es, azonos című, Pulitzer-díjas színdarabjának adaptációja. A főszerepben Irene Worth, Mercedes Ruehl és Richard Dreyfuss látható. 
A filmet az Amerikai Egyesült Államokban 1994. március 14-én mutatták be. Ez volt az első olyan mozifilm, amelyet Avid Media Composerrel vágtak.
1942 nyarán két kisfiú a New York állambeli Yonkersbe kerül szigorú nagymamájukhoz és gyermeteg nagynénjükhöz.

## Cselekmény
1942-ben, édesanyjuk halála után a 15 éves Jay Kurnitz és 13 éves öccse, Arty Bronxból Yonkersbe költözik, hogy átmenetileg a szigorú Kurnitz nagymamánál és annak lányánál, a kissé gyermeteg Bella néninél éljenek, hogy apjuk, Eddie folytathassa utazó ügynöki munkáját, és kifizethesse elhunyt felesége orvosi adósságát. 
A nagymama szigorú nevelése mindannyiukat elidegenítette egymástól, kivéve Bellát, aki annak ellenére, hogy már elmúlt harmincéves, még mindig gyermeki elmével és érzelmekkel rendelkezik. A nagymama, akivel Eddie eddig kerülte a látogatásokat, és aki nem jött ki jól Eddie időközben elhunyt feleségével, először nem hajlandó befogadni a fiúkat, de Bella örül nekik, és szokatlan módon szembeszáll a nagymamával, azzal fenyegetőzve, hogy elköltözik az „elmebetegek otthonába”, és magára hagyja a nagymamát, ha nem engedi, hogy a fiúk maradjanak.
Jay és Arty nem élvezik, hogy a nagyi szigorú szabályai alatt élnek. Miután Bellától megtudják, hogy a nagyi 15.000 dollárt rejtett el valahol a házban vagy a hozzá tartozó édességboltban, a fiúk megpróbálják megtalálni, hogy kifizethessék apjuk adósságát, és ő hazatérhessen. 
Eközben a fiúk Louie bácsija, egy maffiózó visszatér az anyja házába, hogy elbújjon egy másik maffiózó, Hollywood Harry elől, aki üldözi őt, azt remélve, hogy megszerzi, amit Louie egy fekete táskában tart. Louie a nagymama kemény nevelésére úgy reagált, hogy kemény és független lett, és már fiatalon tolvaj és bűnöző életet kezdett. Louie hasonló „bátorságra” biztatja a fiúkat, de azt is elárulja nekik, hogy a nagymama maga is traumát szenvedett 12 évesen, amikor látta, hogy a rendőrök megölték az apját, és az ezt követő lázadásban maga is maradandó fogyatékosságot szenvedett. Ennek következtében a nagyi úgy véli, hogy az embereknek „acélosnak” kell lenniük, hogy egyszerűen csak túléljenek.
Bella beleszeretett Johnnyba, a helyi mozi vezető jegyszedőjébe, aki hozzá hasonlóan szellemileg lassú, és a szüleivel él. Bella és Johnny azt tervezik, hogy összeházasodnak és saját éttermet nyitnak, amihez 5000 dollárra van szükségük. Bella reméli, sikerül meggyőznie az anyját, hogy adjon neki. Miután gyötrődik azon, hogyan beszélje ezt meg vele, Bella egy családi vacsorán jelenti be, amelyen Louie és a húguk, Gert is részt vesz, akinek a nagyitól való félelme miatt beszédhibája lett. Nagymama rosszallja a frigyet, aminek hatására Bella sírva törik össze, és elhagyja a házat, Gerthez költözik. 
Aznap este Jay segít Louie-nak ellopni Hollywood Harry autóját, és a fekete táskával megszökni. Louie később felhívja Bellát, hogy elmondja neki, hogy most már ő „a leggazdagabb fickó Guadalcanalban”.
Bellának most 5000 dollárja van (később kiderül, hogy Louie adta neki), de rájön, hogy Johnny túlságosan fél feleségül venni őt vagy éttermet nyitni. Visszatér a nagymama házába, ahol érzelmi konfrontációba keverednek. A nagymama szigorú keménysége nemcsak a saját gyermekkori traumájára, hanem a férje és két gyermeke fiatalon bekövetkezett halála miatti gyászra adott reakciónak is bizonyul. Bella beleegyezik, hogy visszaköltözzön a nagymamához, azzal a feltétellel, hogy Bella önállóbb életet fog élni. 
Eddie visszatér üzleti útjáról, és visszahívja fiait, akik szeretetteljes búcsúlevelet hagynak a nagymamának. A film utolsó jelenetében (amely a nagyi halálát sugallja, de nem mutatja kifejezetten) Bella végleg elhagyja Yonkerst, és képeslapot küld Eddie-nek és a fiúknak Floridából, ahol éttermi munkát kapott.

## Szereplők
| Karakter                | Színész             | Magyar hang    |
| ----------------------- | ------------------- | -------------- |
| Louie Kurnitz           | Richard Dreyfuss    | Kocsis György  |
| Bella Kurnitz           | Mercedes Ruehl      | Illyés Mari    |
| Kurnitz nagyi           | Irene Worth         | Győri Ilona    |
| Jay                     | Brad Stoll          | Hamvas Dániel  |
| Arty                    | Mike Damus          | Molnár Levente |
| Johnny                  | David Strathairn    | Katona Zoltán  |
| Hollywood Harry         | Robert Miranda      | Varga Tamás    |
| Eddie, Jay és Arty apja | Jack Laufer         | Csuja Imre     |
| Gert                    | Susan Merson        |                |
| Harry haverja           | Illya Haase         |                |
| Benzinkút-kezelő        | Calvin Stillwell    |                |
| Kamionsofőr             | Dick Hagerman       |                |
| Danny                   | Jesse Vincent       | Petrik Péter   |
| Kölyök az áruházban     | Howard Newstate     |                |
| Zsaru                   | Peter Gannon        |                |
| Teresa                  | Lori Schubeler      |                |
| Flo                     | Jean Zarzour        |                |
| Celeste                 | Mary Scott Gudaitis |                |

## Fordítás
- Ez a szócikk részben vagy egészben  a   Lost in Yonkers (film) című angol Wikipédia-szócikk fordításán alapul.  Az eredeti cikk szerkesztőit annak laptörténete sorolja fel. Ez a jelzés csupán a megfogalmazás eredetét és a szerzői jogokat jelzi, nem szolgál a cikkben szereplő információk forrásmegjelöléseként.